# Nikolai Kondràtiev
Nikolai Dmítrievitx Kondràtiev (en rus: Николай Дмитриевич Кондратьев) (1892-1938) fou un economista rus, promotor de la Nova Política Econòmica (NEP) a la Unió Soviètica.
Formulà la teoria que les economies capitalistes occidentals tenen cicles econòmics de llarga durada, perìodes que fluctuen entre els 48 i 60 anys, coneguts com a «ones de Kondràtiev».

## Biografia
Kondràtiev va néixer el 4 de març de 1892 en una família camperola, a l'óblast de Kostromà, al nord-est de Moscou. Estudià a la Universitat Estatal de Sant Petersburg, sota la direcció de Mikhaïl Tugan-Baranovsky. Es va especialitzar en estudis estadístics i en economia agrícola. Va ser militant del Partit Social-Revolucionari i, durant unes poques setmanes de 1917, fou sotssecretari d'Aliments del Govern Provisional d'Aleksandr Kérenski.
Encara que discrepava dels bolxevics, el 1920 va participar en l'elaboració del primer Pla Quinquennal de la Unió Soviètica, va treballar a l'Acadèmia Agrícola de Pere el Gran i va fundar, a Moscou, l'Institut de Recerca de la Conjuntura, que es va dedicar a recopilar dades sobre les fluctuacions econòmiques. Va participar en els debats sobre les diferencials de preus entre l'agricultura i la indústria i els problemes de la «crisi de les tisores» entre els dos sectors.
El 1922 es va publicar a la Unió Soviètica una anàlisi col·lectiva sobre les condicions econòmiques després de la Primera Guerra Mundial, en què es van incloure estudis seus referits als cicles econòmics llargs. El 1923 va polemitzar sobre aquest tema a Algunes qüestions controvertides sobre l'economia mundial i les seves crisis.
El 1924 va exposar la teoria dels cicles econòmics llargs a Sobre la noció d'estàtica, dinàmica i fluctuacions econòmiques, que també va ser publicat en anglès a la Quarterly Journal Economics el 1925. Aquell mateix any, a la revista teòrica de l'Institut, Voprosky Conyunktur, va presentar alguns resultats posteriors de les seves investigacions estadístiques Els cicles econòmics llargs, publicat en anglès a Review of Economics Statistics el novembre de 1935.
Kondràtiev fou retirat de la direcció de l'Institut de Conjuntura el 1928 i detingut al juliol de 1930, acusat de ser membre del "Partit Camperol del Treball" (un partit inexistent inventat per l'NKVD). Condemnat com un "professor-kulak" i condemnat a 8 anys de presó, va complir la seva condemna, des del febrer de 1932 en endavant, a Súzdal, prop de Moscou. Encara que la seva salut es va deteriorar en males condicions, va continuar la seva investigació i va decidir preparar cinc nous llibres, com s'esmenta en una carta a la seva esposa. Alguns d'aquests textos finalment es van elaborar i publicar.
Va enviar la seva última carta a la seva filla, Elena Kondràtieva, el 31 d'agost de 1938. Poc després, el 17 de setembre durant la Gran Purga, va ser sotmès a un segon judici, condemnat a deu anys i sense dret a mantenir correspondència amb el món exterior. No obstant això, va ser afusellat el mateix dia que es va dictar la sentència. Kondràtiev tenia 46 anys en el moment de la seva execució. Va ser rehabilitat gairebé cinquanta anys més tard, el 16 de juliol de 1987. Les seves obres completes van ser traduïdes per primera vegada a l'anglès per Stephen S. Wilson l'any 1998.
El 1992, per commemorar el centenari del seu naixement, es va constituir la Fundació Internacional ND Kondratiev.